# Vladimir Romanenko
Vladimir Aleksandrovich Romanenko (tiếng Nga: Владимир Александрович Романенко; sinh ngày 30 tháng 9 năm 1987) là một cầu thủ bóng đá người Nga. Anh thi đấu cho F.K. Rotor Volgograd.

## Sự nghiệp câu lạc bộ
Anh ra mắt chuyên nghiệp tại Russian First Division năm 2005 cho F.K. Sokol Saratov.